# Parque nacional W

Complejo W-Arly Pendjari, que incluye los parques nacionales de Pendjari y W de Benín en un amplio conjunto de zonas protegidas, que si se añaden las reservas parciales y los cotos de caza alcanza los 32.250 km².

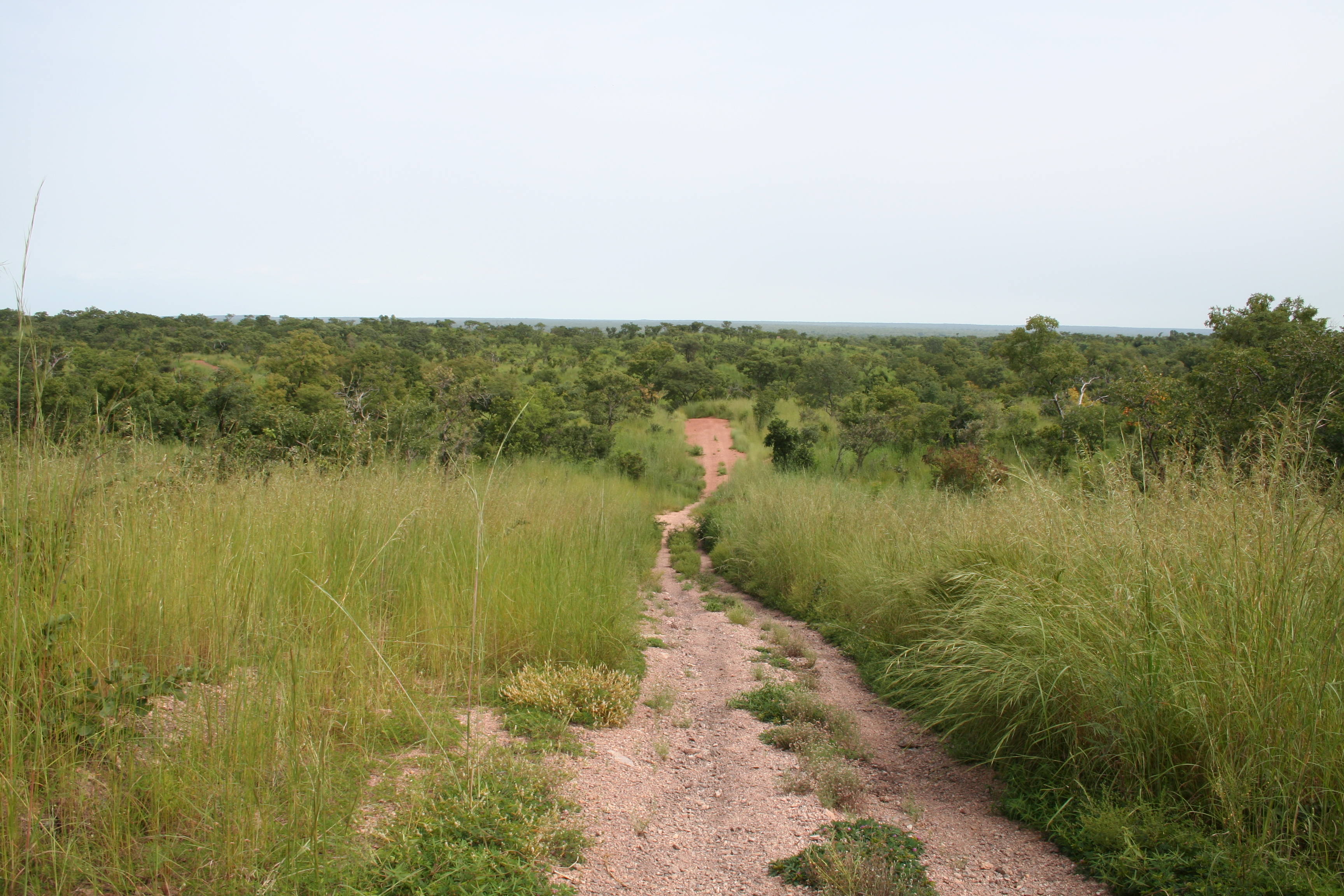
Point Triple, en el Parque nacional W

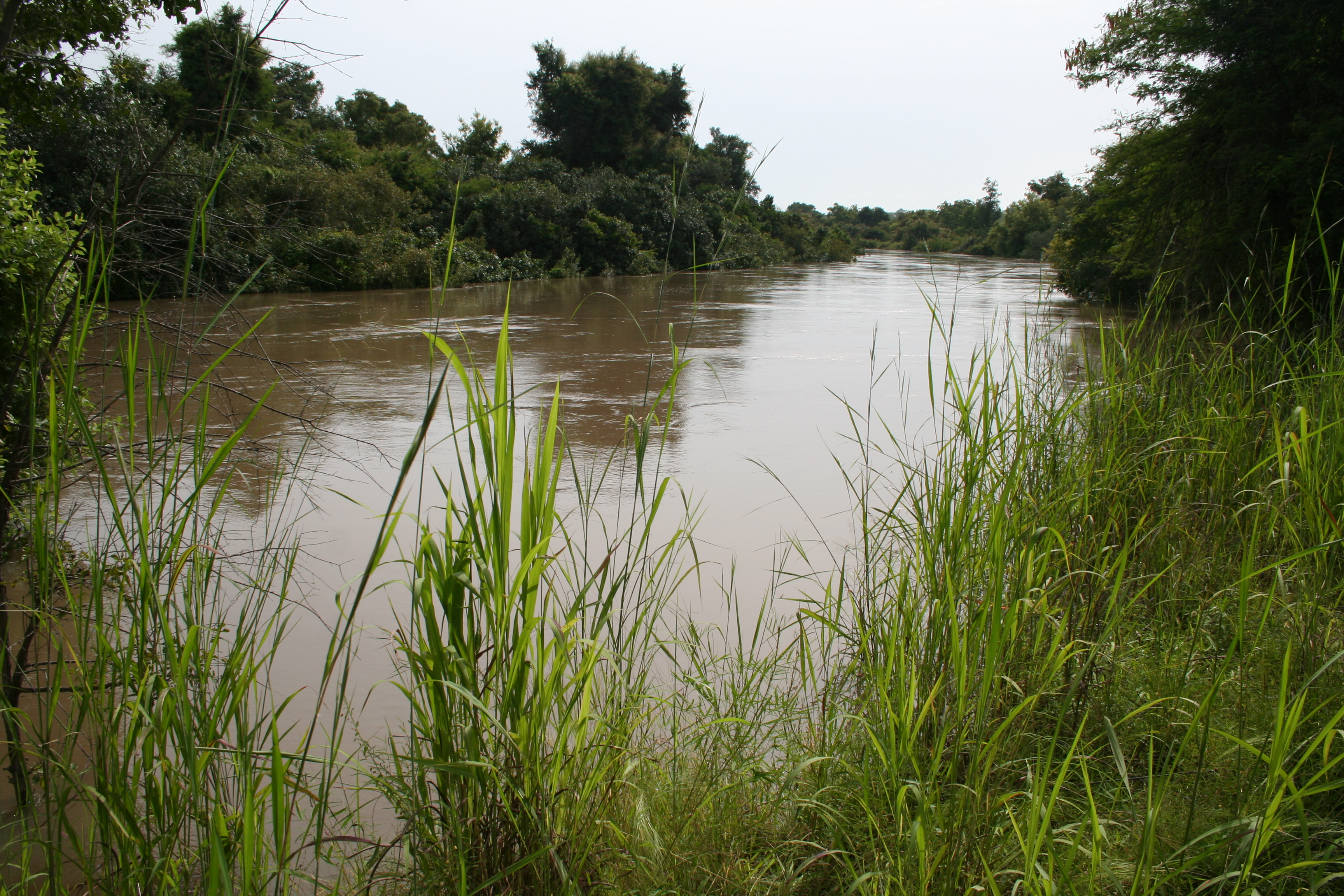
Río Mékrou en el Parque nacional W

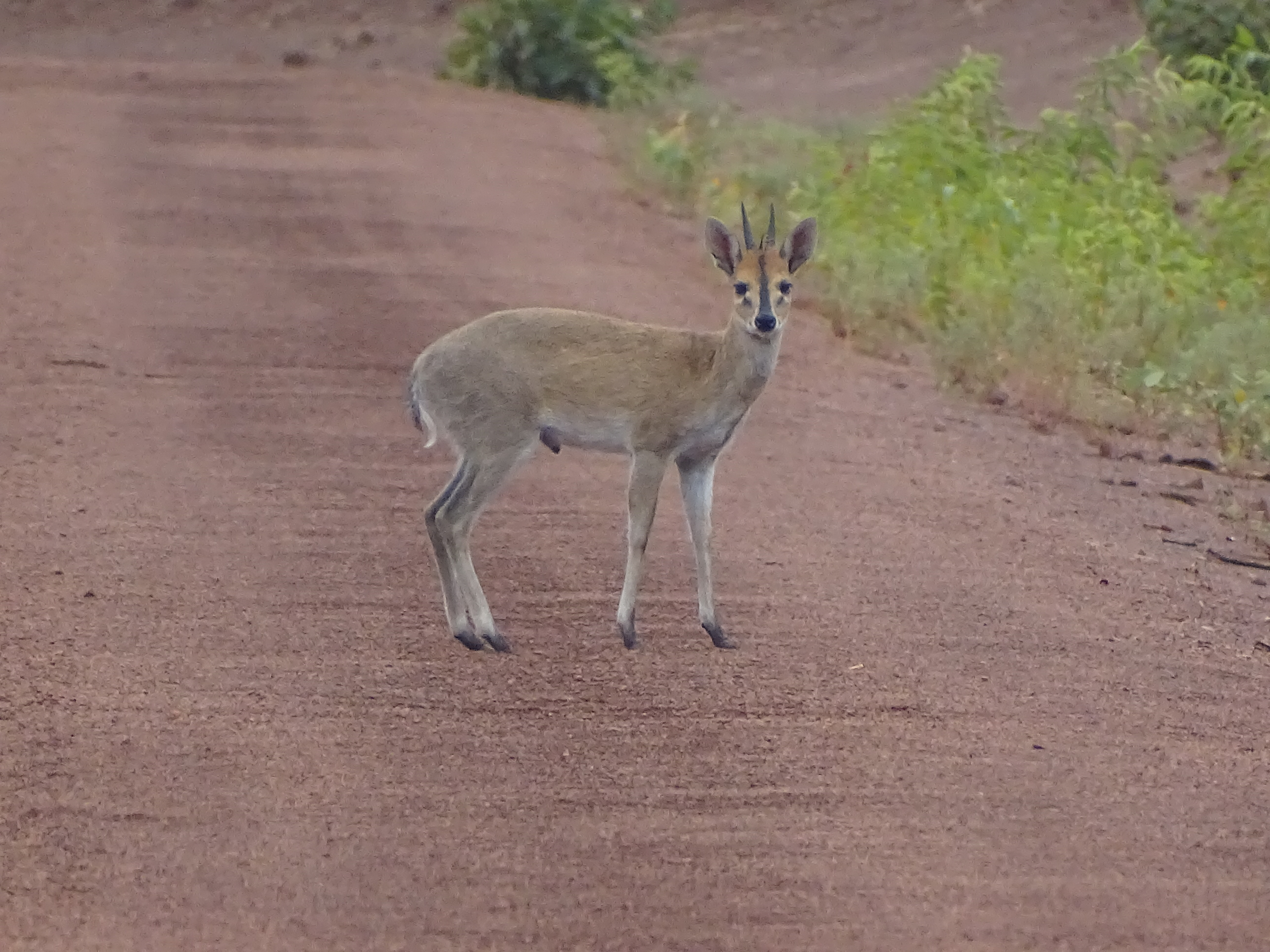
Duiker común, uno de los antílopes más comunes en el Parque W, presa fácil de depredadores.

El Parque nacional W o Parque nacional de W es una entidad geográfica formada por tres parques nacionales con el mismo nombre, en Benín, Burkina Faso y Níger, que cubren unos 10.000 km² de sabana arbolada al sudoeste del río Níger, en su orilla derecha. En Níger, el río crea unos meandros en forma de W que dieron lugar a la formación del primero de los parques, el Parque W de Níger, en 1937, en lo que entonces era la confluencia de Dahomey, Alto Volta y Níger. En 1954 se crean los tres parques nacionales W de Benín, Burkina Faso y Níger. En 1987, ya son considerados sitio Ramsar.
En 1996, el parque W se convierte en patrimonio mundial de la Unesco y en 2002 pasa a formar parte del Complejo W-Arly Pendjari o Reserva Transfronteriza de la biosfera de W-Arly-Pendjari.
El río Mékrou, afluente del río Níger, atraviesa el parque, formando la divisoria primero entre Níger y Benín, y luego, al oeste, entre Burkina Faso y Benín. El conjunto está formado por sabana ligeramente arbolada. Poco acondicionado para el turismo, alberga a los grandes animales de la fauna africana. Fue declarado patrimonio de la Humanidad en 2017.

## Geología
El parque nacional W de Níger, de 2 200 km² se encuentra entre dos afluentes del Níger, el río Tapoa, al norte, y el río Mékrou, al sur. Consiste en una penillanura laterítica con afloramientos rocosos de cuarzo, esquistos y gneis, con arcillas arenosas procedentes de las montañas Atakora, en Benín, de arenisca cuarcítica precámbrica. Hay alguna garganta y numerosos afloramientos rocosos en los cauces de los ríos. Los suelos rojos de laterita son muy pobres, poco profundos y ricos en hierro, pero mejoran en los valles y depresiones. Hay unas 34 balsas estacionales.
La mayor parte consiste en una penillanura laterítica con afloramientos rocosos de cuarzo, esquistos y gneis, con arcillas arenosas procedentes de las montañas Atakora, en Benín, de arenisca cuarcítica precámbrica. Hay alguna garganta y numerosos afloramientos rocosos en los cauces de los ríos. Los suelos rojos de laterita son muy pobres, poco profundos y ricos en hierro, pero mejoran en los valles y depresiones. Hay unas 34 balsas estacionales.

## Clima
El clima de la zona es sahelo-sudanés: fuertemente estacional con lluvias monzónicas en verano. Las temperaturas oscilan entre un invierno relativamente fresco y seco con máximas de 31.oC y mínimas de 11.oC en enero, y un verano cálido y húmedo con máximas de 44.oC y mínimas de 26.oC en mayo, que luego refresca con las lluvias hasta medias de 26.oC. Las lluvias, poco regulares, oscilan entre 500 y 800 mm de 30 a 50 días al año. A fines del invierno suele soplar el harmattan del desierto, cargado de polvo.

## Vegetación
El norte se halla en la zona de transición entre las sabanas sudanesa y sudaneso-guineana, entre sabana arbolada semi-húmeda y semiárida, con más de 500 especies y seis hábitats principales: sabana arbolada con Terminalia avicennoides y Anogeissus leiocarpus; sabana arbustiva en suelos lateríticos dominados por especies de Combretum; bosques de galería caducos que pierden las hojas en época seca con Diospyros mespiliformis (ébano africano); bosques de galería semicaducos en vaguadas húmedas y mesetas secas con Crateva religiosa y Vitex chrysocarpa; bosques de galería perennes en suelos profundos con Kigelia Africana y caoba africana Khaya senegalensis y llanuras inundables en el río Níger y afluentes con Mimosa pigra y Mitragyna inermis. El bosque bajo secundario, que ocupa el 70 por ciento del parque W de Níger comprende una mezcla de pastizales y bosques de sabana atrofiados.

## Fauna
La zona más amenazada es la de Níger, donde el avance de la agricultura ha expulsado numerosos animales a Benín y Burkina Faso. En esta zona es la típica de sabana sudanesa septentrional, con elefantes, jirafas, kobos, búfalos de sabana (Syncerus caffer), hienas, chacales, zorros, mangostas, caracales, guepardos, cerdos hormigueros, licaones, manatíes, papiones, monos pata (Erythrocebus patas), hipopótamos, facoceros, antílope jeroglífico, antílope acuático, redunca bohor, antílope ruano, Alcelaphus buselaphus major, tsessebe común, duikers, etc.
En la zona del Níger hay unas 367 especies de aves. Entre febrero y mayo se congregan unas 20.000 aves acuáticas de camino a Europa. Son frecuentes el pisinga, el ganso del Nilo, el ganso espolonado, el ave martillo, la grulla coronada cuellinegra, cigüeñas, grullas, garzas, gallinas de Guinea, águilas pescadoras, etc., y entre los reptiles, la tortuga de caparazón blando del Nilo, el varano del Nilo y el cocodrilo del Nilo, además de unas 112 especies de peces.

## Los tres parques

### Parque nacional W de Níger
El parque nacional W de Níger, de 2 200 km², se encuentra entre dos afluentes del Níger, el río Tapoa, al norte, y el río Mékrou, al sur. Se creó por decreto en 1954 en un meandro del río Níger con forma de W en el sudoeste de Níger. En 1996 se convirtió en patrimonio mundial de la Unesco junto con los de Burkina Faso y Benín. En 2007 se le da la categoría de sitio Ramsar, y en 2017 se convierte en Patrimonio de la Humanidad.

### Parque nacional W de Burkina Faso

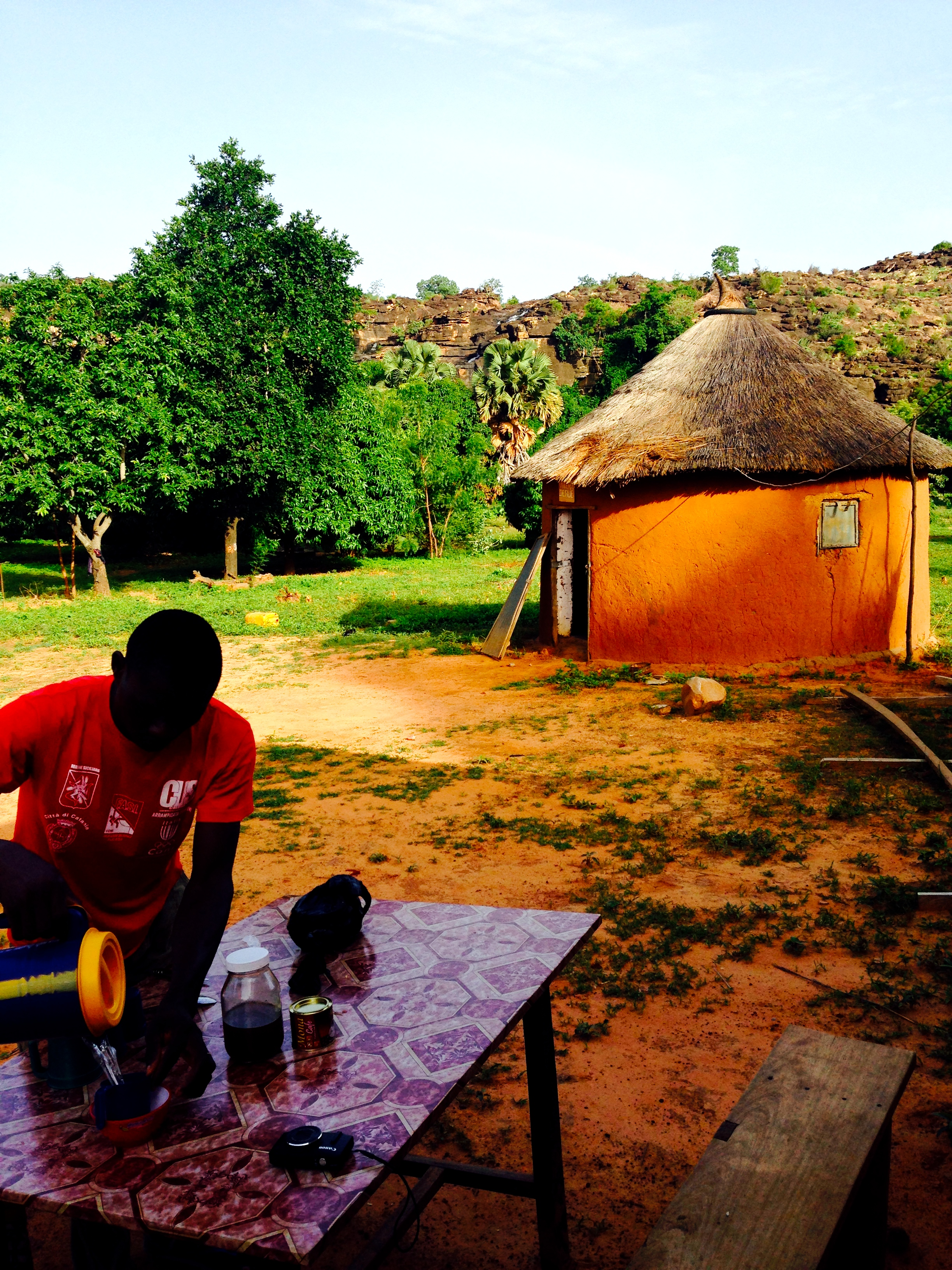
Burkina Faso con el acantilado de Gobnangou al fondo

El parque nacional W de Burkina Faso, de 2 350 km², es el corazón del área protegida del sudeste de Burkina que forma parte del complejo W, en la frontera con Níger y Benín. En el sudoeste se encuentra el Parque nacional de Arli (760 km²) y el Rancho de caza de Singou (1 928 km²), al noroeste de Arli. Además, hay varios bosques catalogados y territorios no catalogados que forman 10 concesiones de caza y diversos poblados en torno al parque. La zona de caracteriza por la extensa red de ríos, vaguadas de drenaje y llanuras inundables. El río Pendjari, el único de caudal permanente, forma la frontera sur con Benín, donde se encuentra el Parque nacional de Pendjari. Las zonas no inundadas están cubiertas de matorral y árboles de sabana, con extensos parches de Isoberlinia doka. En las zonas inundables, las pozas permanentes están rodeadas por Mitragyna inermis, mientras en las vaguadas hay bosques de galería. En las zonas de antiguos poblados hay viejos baobabs. Hay una zona de acantilados, el Falaise de Gobnangou, que se extiende a lo largo de 50 km, de sudoeste a nordeste a través del parque, y unos cuantos inselbergs. En este escarpe, junto con el pico Pagou y los escarpes cerca de Tanbarga, se hallan las únicas colonias de buitre moteado en Burkina. Otras especies que se refugian aquí son jabirú africano, marabú africano y grulla coronada cuellinegra.

### Parque nacional W de Benín

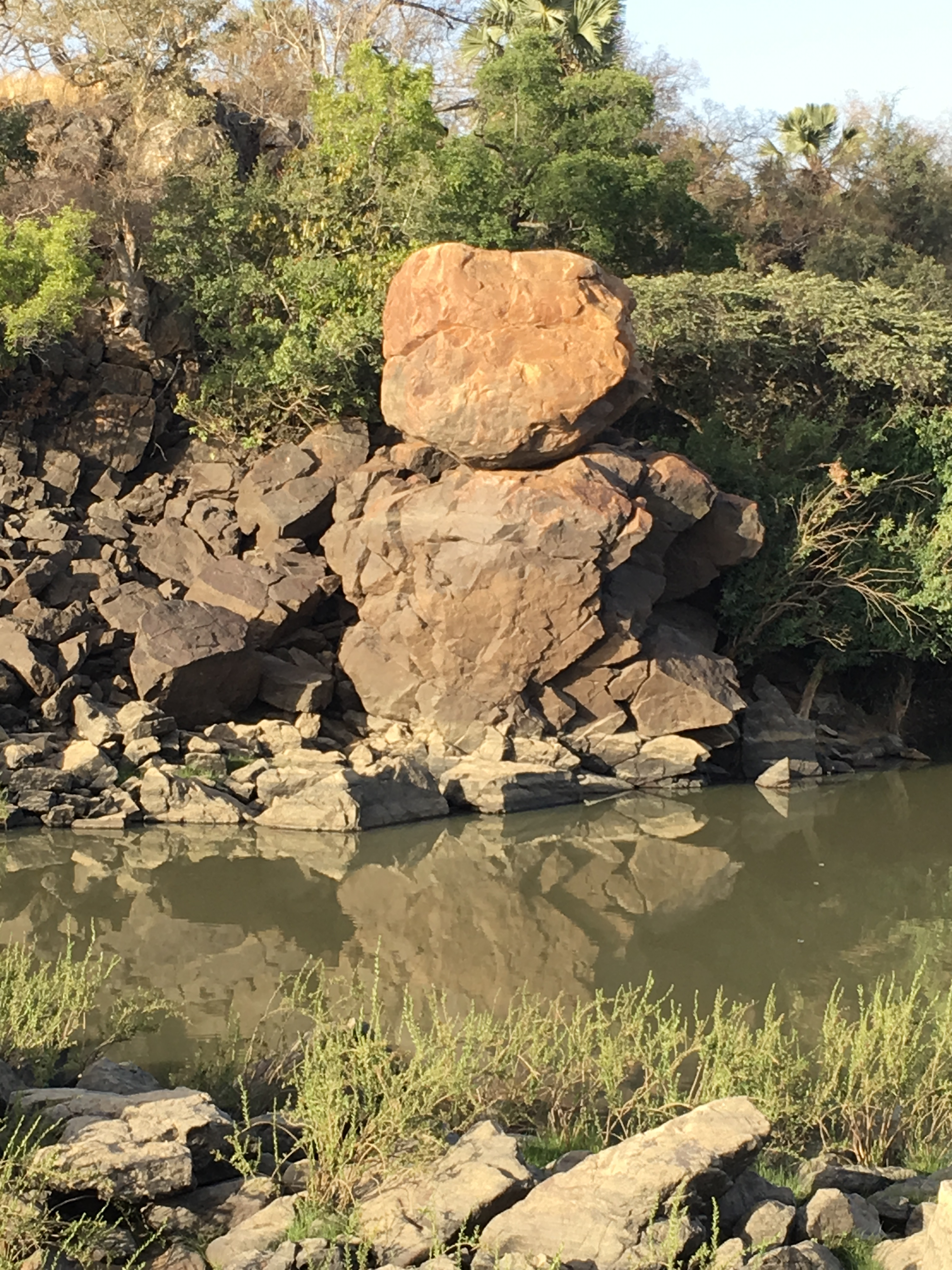
Cascadas de Kudu, en el Parque nacional W de Benín

El parque nacional W de Benín tiene una superficie de 5 020 km². Se encuentra entre el río Mékrou, al oeste-moroeste, y el río Alibori, al estesudeste, ambos afluentes del río Níger. El parque incluye extensas áreas de sabana arbolada sudanesa e importante zonas de bosque de ribera a lo largo de los cauces de los ríos Mékrou y Alibori, que forman las fronteras del parque. Hay una estrecha franja de tierra fuera del parque en la zona oriental, a lo largo de la orilla derecha del río Níger, aunque las zonas pantanosas junto al cauce forman parte del área de interés internacional para las aves (IBA). Los ríos Mékrou y Aliberi, afluentes del Níger, son estacionales, pero mantienen balsas durante la estación seca. El Mékrou, que marca la frontera con Níger y Burkina Faso, tiene entre 10 y 20 m de ancho y unos 2 a 3 m de profundidad en la estación húmeda. Se mantiene seco desde septiembre hasta que vuelven las lluvias en mayo. Los bosques de ribera poseen un sotobosque denso, con un dosel casi cerrado, y en la sabana hay parches de matorral y bosque.